# Dexter Corporation
Dexter Corporation var ett  amerikanskt företag grundat 1767, som upphörde 2000.
Dexter Corporation grundades 1767 och var ett familjeföretag till andra hälften av 1900-talet. Det började som ett sågverk och en valskvarn, och blev senare en tillverkare av specialpapper. Under senare delen av 1900-talet diversifierades produktionen och företaget internationaliserades. Det hade, förutom inom specialpapperstillverkning, verksamhet inom flygplans- och bilindustri, elektronik, livsmedelsförpackningar och läkemedel.
Seth Dexter slog sig under tidigt 1700-tal ned i Windsor Locks i Connecticut och grundade där ett textilföretag. År 1767 grundade hans son Seth det som blev Dexter Corporation med uppförandet av en valskvarn, som inlemmades i samma företag. Seth Dexter II:s son Charles Haskell Dexter började senare experimentera med papperstillverkning och omorganiserade företaget 1847 under namnet  C. H. Dexter & Company. 
Dexter Corporation utvecklade under mitten av 1900-talet teknologin för tillverkning av genomsläppliga tepåsar av papper.
Dexter Corporation börsnoterades 1967 och blev det äldsta företaget av de företag som var noterade på New York Stock Exchange. Det köpte i november 1967 Hysol Corporation och 1973 specialkemikalieföretaget Puritan Chemical Company. Ett flertal företagsköp följde därefter inom olika branscher, bland annat av fiberduksfabriken i Ställdalen (idag Ahlstrom-Munksjö Ställdalen AB) av Stora AB.

## Avveckling och försäljning
I samband med ett fientligt uppköpsförsök sålde Dexter 2000 sina tre divisioner till olika köpare. Dextersnonwovendivision, inklusive fabrikerna i Windsor Locks och Ställdalen, såldes till Ahlstrom för 275 miljoner USD. Life sciences-divisionen slogs samman  med Invitrogen Corporation. En del av specialpolymerdivisionen såldes till Akzo Nobel, varefter den återstående delen fusionerades med Loctite Corporation. Företaget avnoterades därefter från New York-börsen.